# Lévobunolol
Le lévobunolol est un bêta-bloquant non sélectif. Il est utilisé par voie topique sous forme de collyre pour gérer l'hypertension oculaire (pression élevée dans l'œil) et le glaucome,.

## Voir également
- Bêta-bloquant